# Karosa C 934
 (juin 2014).
Si vous disposez d'ouvrages ou d'articles de référence ou si vous connaissez des sites web de qualité traitant du thème abordé ici, merci de compléter l'article en donnant les références utiles à sa vérifiabilité et en les liant à la section « Notes et références ».
Le Karosa C 934 est un autocar interurbain pour les pays de l'Est fabriqué et commercialisé de 1996 à 2002 par le constructeur tchèque Karosa, et en collaboration avec Renault Véhicules Industriels. Le Karosa C 943 est la version articulé, fabriquée de 1997 à 2001.
Il est le successeur du C 734. Le prototype du C 934 est dessiné et conçu en 1995, le véhicule sortira finalement en 1996.

## Historique
En 1993, Renault Véhicules Industriels (RVI) signe un accord avec l'entreprise Karosa et détiendra 34 % des parts. Désormais, la quasi-totalité des nouveaux véhicules de la marque seront équipés de moteur Renault.
En 1994, Karosa étudie une nouvelle gamme de bus et cars, afin de rajeunir l'image de la marque et de succéder les anciennes Séries 700 et 800. En 1995, après avoir fait le design de l'autobus urbain B 931, le C 934 sera étudié pour du transport interurbain. Il ressemblera extérieurement à l'autobus mais possédera des soutes à bagages et la porte arrière est supprimée. Le compartiment moteur sera modifié afin de mettre un moteur adéquat ainsi que l'aménagement intérieur pour du transport interurbain. Après des tests concluants, la production et la commercialisation débutera en 1996.
En 1997, Karosa décide de lancer une version articulée : le C 943.
En 1999, le modèle standard sera modernisé ; il sera nommé C 934E. Un nouvel essieu avant des marques Škoda-LIAZ sera installé avec l'ABS et l'ASR. Par suite de faibles demandes auprès des transporteurs, la version articulée ne recevra pas de restylage et sera arrêté en 2001. La production de la version standard sera elle stoppée en 2002. L'articulé n'aura pas de suite, contrairement au modèle standard qui sera remplacé par le Karosa C 954.

Issue de ce modèle, RVI, voulant un autocar 100 % scolaire, choisit le C 935 (variante du C 934) qui possède des soutes plus haute et plus volumineuse. Il sera rebaptisé Récréo, afin d'évoquer au mot Récréation.

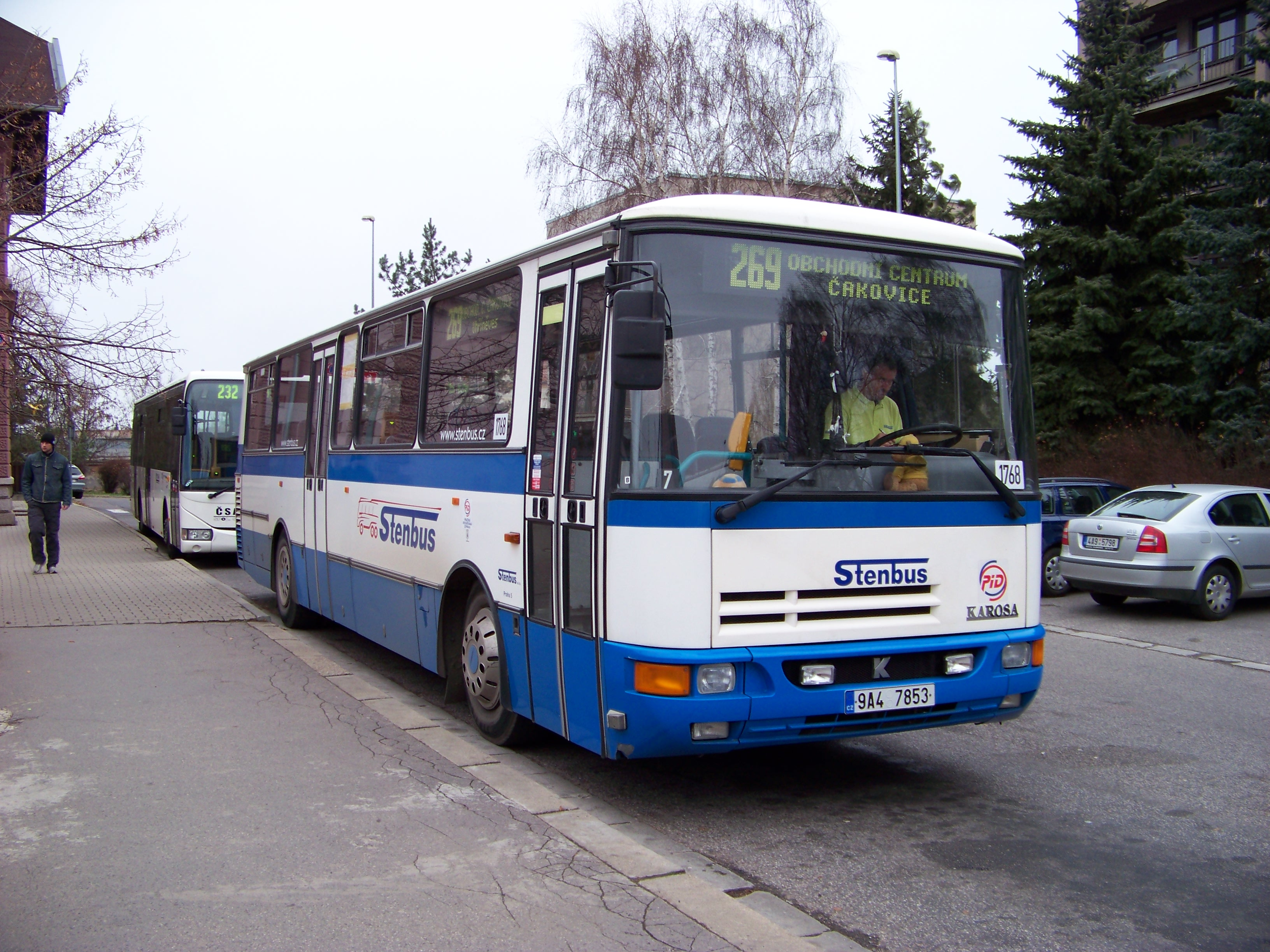
Vue avant d'un C 934.
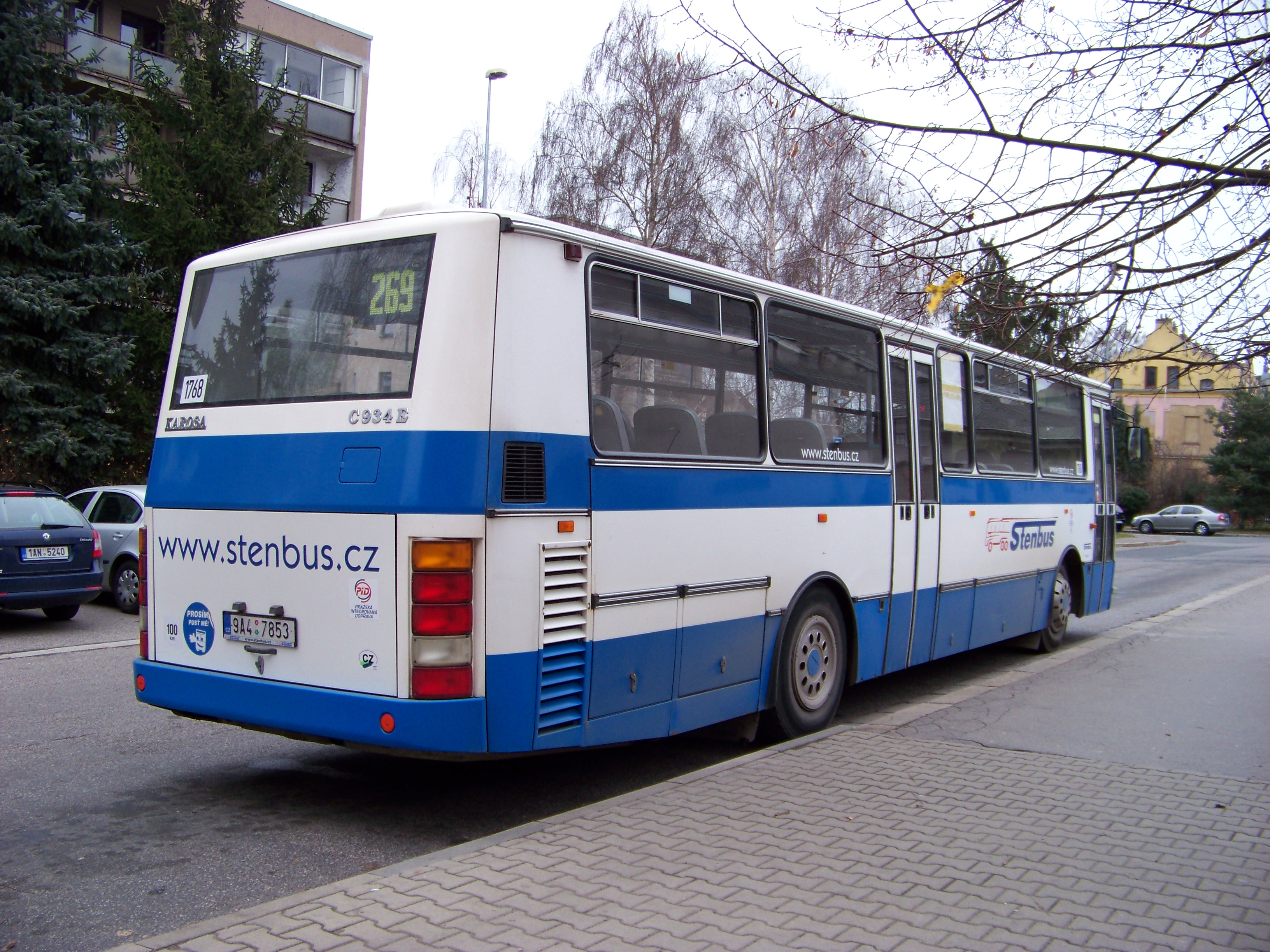
Vue arrière d'un C 934.

### Résumé des C 934 et C 943
- 1995 : fabrication du prototype C 934.
- 1996 : lancement de la production et la commercialisation du C 934 (standard).
- 1997 : lancement de la production et la commercialisation du C 943 (articulé).
- 1999 : lancement du C 934E (standard restyler).
- 2001 : arrêt du C 943 (articulé).
- 2002 : arrêt définitif du modèle standard.

| Générations                         | Production        | Dérivés de chez Karosa | Modèles similaires                    |
| ----------------------------------- | ----------------- | ---------------------- | ------------------------------------- |
| Karosa C 934 - prototypes (1995)    | Inconnu           | -                      | -                                     |
| Karosa C 934 / C 934E (1996 - 2002) | 1 396 exemplaires | Karosa C 935           | Renault Tracer, Mercedes-Benz Conecto |
| Karosa C 943 (1997 - 2001)          | 27 exemplaires    | Aucun                  |                                       |

## Désignation du modèle

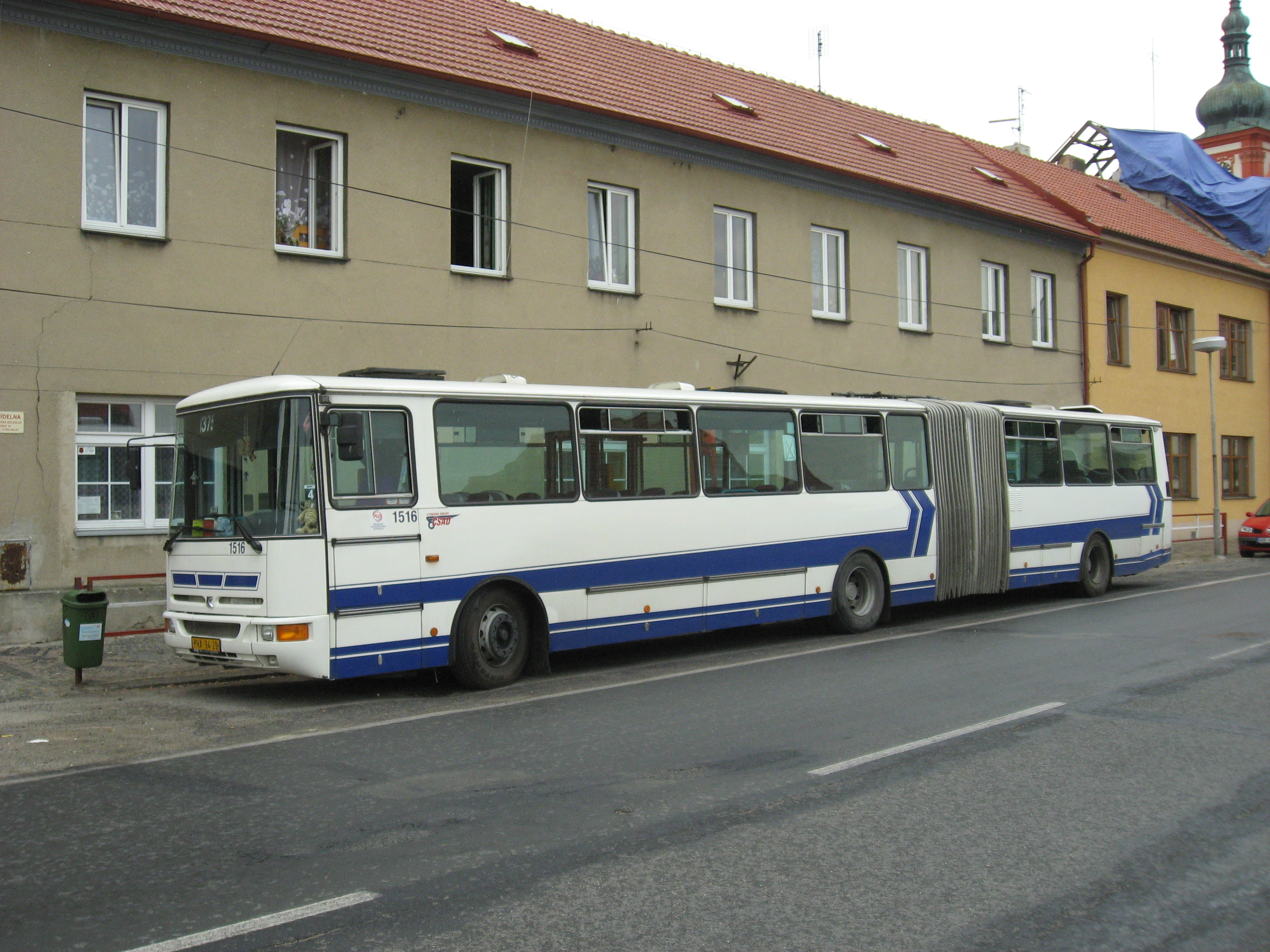
Un Karosa C 943, version articulé.

- C = scolaires et interurbains (autocars).
- 9 = numéro de la série du véhicule (la nomenclature de produits d'ingénierie).
- 3 = longueur : environ 11 m ; 4 = longueur : environ 17 m.
- 3 = moyenne distance avec une transmission automatique ; 4 = moyenne distance avec une transmission manuelle.

## Générations
Les C 934 et C 943 ont été produits avec une seule génération de moteurs Diesel : 
- Euro 2 : d'octobre 1996 à octobre 2001.

## Les différentes versions

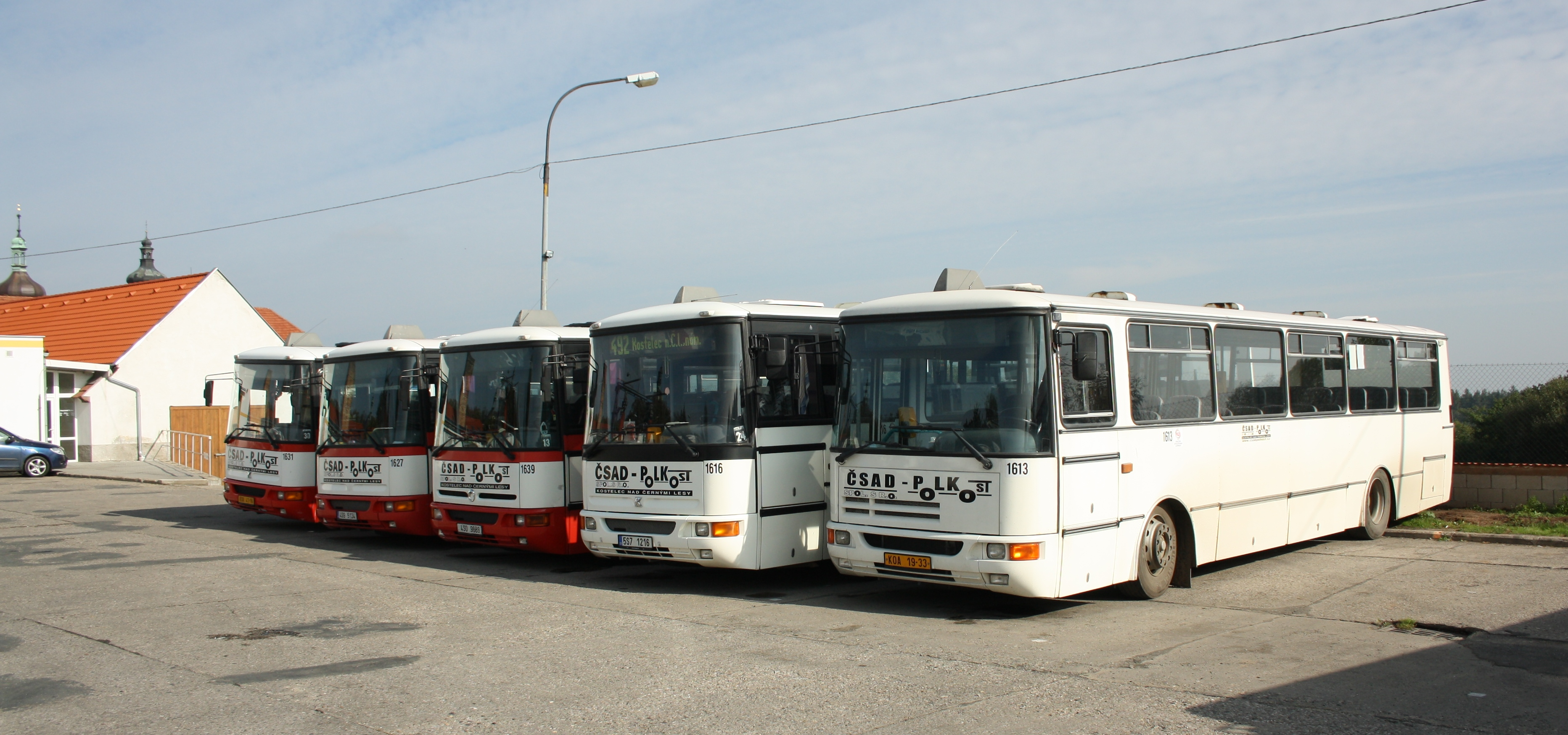
Rangé de Karosa C 934.

### Karosa C 934
Il a été construit de 1996 à 1999.
- C 934.1351

### Karosa C 934E
Il a été construit de 1999 à 2001. Un nouvel essieu avant des marques Škoda-LIAZ sera installé avec l'ABS et l'ASR ; l'essieu arrière sera également modifié ; les portes et leurs mécanismes seront modifiés ; deux trappes de toit remplaceront les trois prises d'air avec ventilateur du modèle précédent ; quelques différences du tableau de bord seront effectués, en particulier un tout nouveau volant.
- C 934E.1351

### Karosa C 943

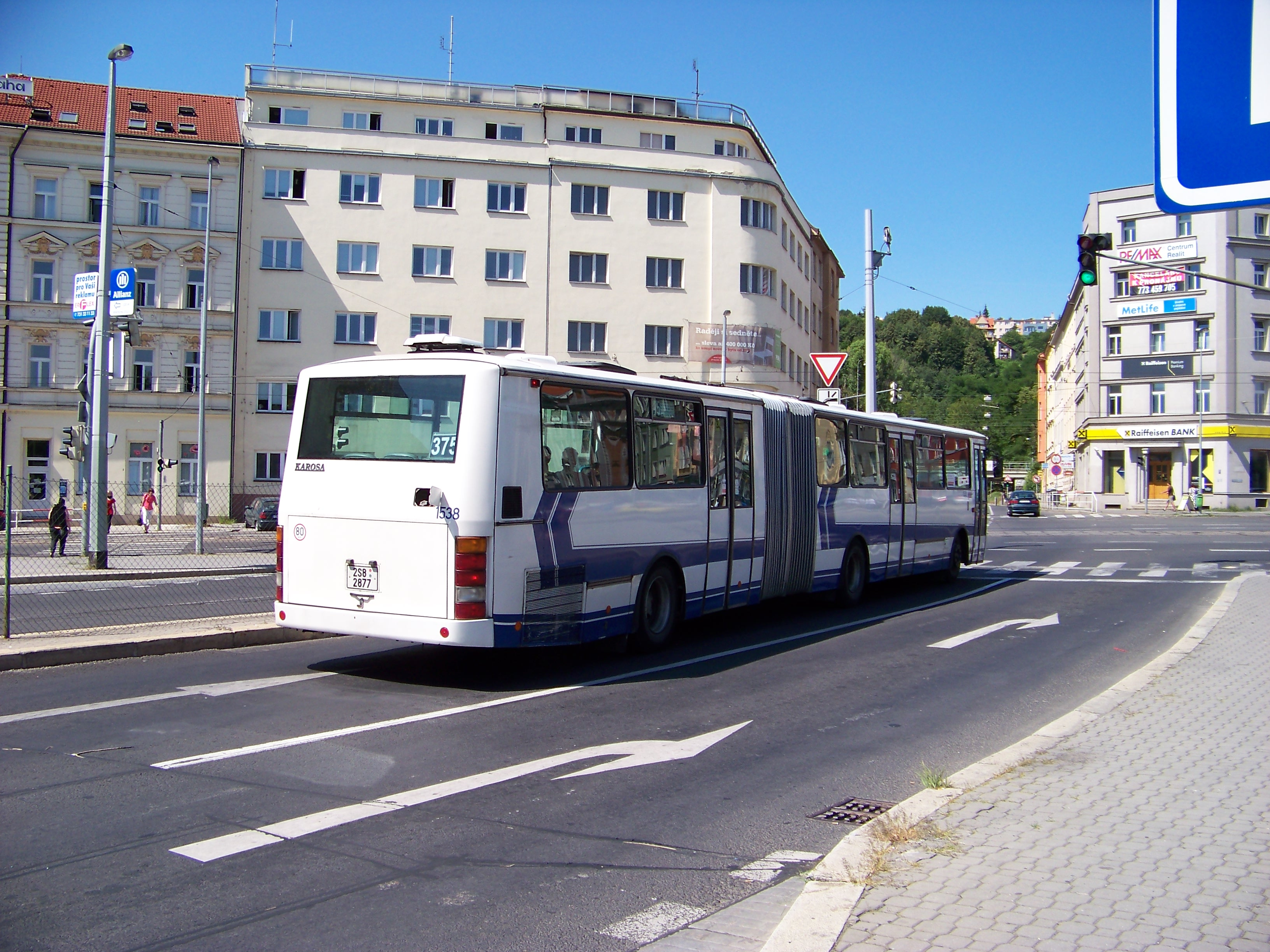
Vue arrière de l'articulé.

Version articulé du modèle de base. Il a été construit de 1997 à 2001. Seulement 27 exemplaires ont été fabriqués.
- C 943.1944

### Karosa C 935 - C 935E / Récréo
Ce modèle est quasi identique au C 934 ; la principale différence est la hauteur du plancher qui est plus haute, et donc la capacité des soutes à bagages qui sont plus volumineuses.
- C 935.1034 - C 935E.1034 (Récréo)
- C 935.1036 - C 935E.1036
- C 935E.1039

## Caractéristiques

### Dimensions et configuration

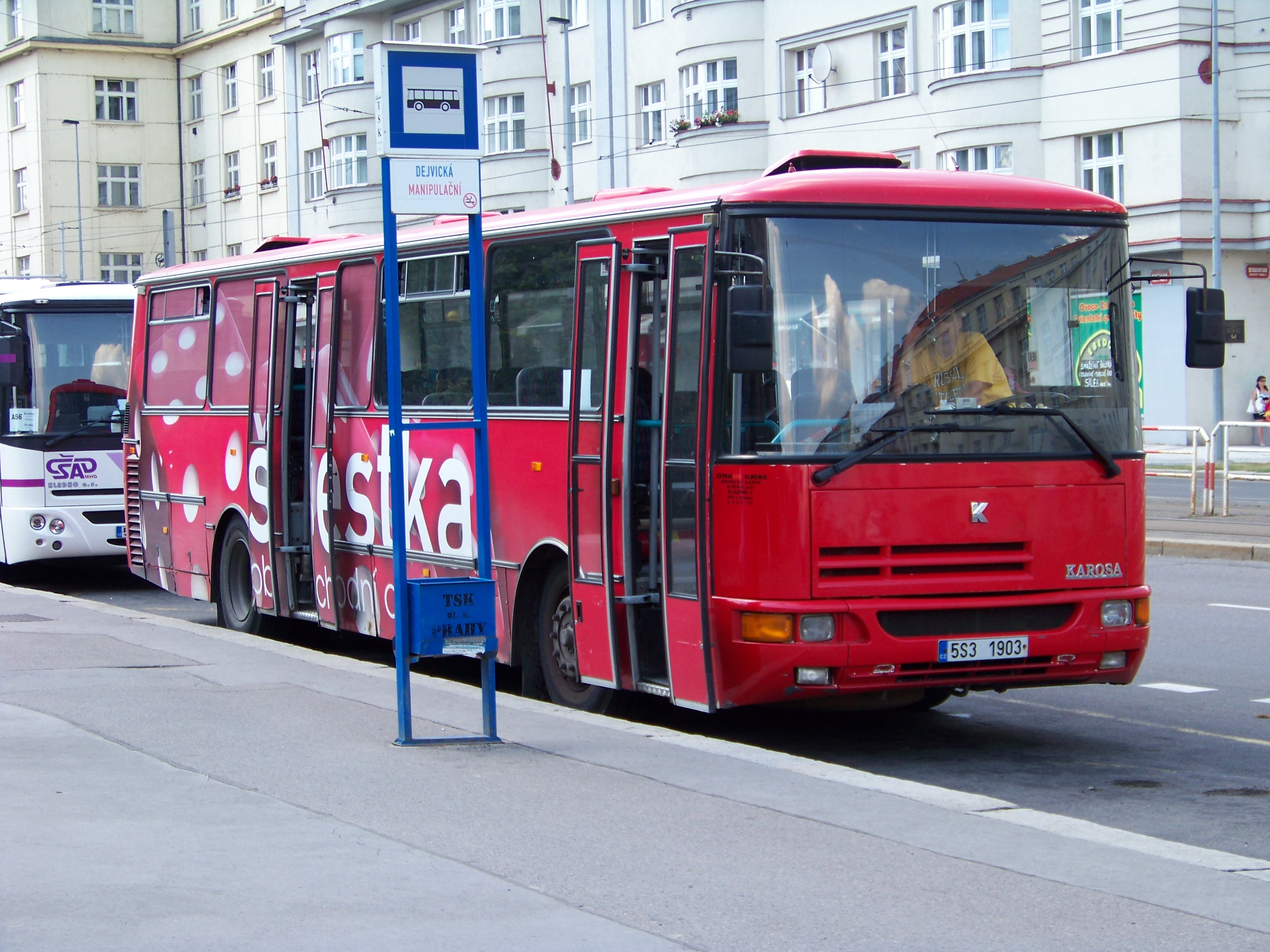
Karosa C 934 en attente de clients.

|                                  | Karosa C 934      | Karosa C 934E     | Karosa C 943       |
| -------------------------------- | ----------------- | ----------------- | ------------------ |
| Longueur                         | 11 345 mm         | 11 345 mm         | 17 615 mm          |
| Largeur (sans rétroviseurs)      | 2 500 mm          | 2 500 mm          | 2 500 mm           |
| Hauteur (sans ventilation)       | 3 165 mm          | 3 165 mm          | 3 165 mm           |
| Empattement                      | 5 600 mm          | 5 600 mm          |                    |
| Porte-à-faux                     |                   |                   |                    |
| Rayon de braquage                |                   |                   |                    |
| Angle d'attaque / Fuite          |                   |                   |                    |
| Masse à vide                     | 10 450 kg         | 10 450 kg         | 14 300 kg          |
| P.T.A.C.                         | 17 000 kg         | 17 000 kg         | 24 000 kg          |
| Capacité : assis + debout = maxi | 45 (+1) + 35 = 81 | 45 (+1) + 35 = 81 | 53 (+1) + 79 = 132 |
| Rangement                        | Soutes : 3,5 m3   | Soutes : 3,5 m3   |                    |
| Portes                           | 2                 | 2                 | 3                  |
| Hauteur du plancher              |                   |                   |                    |
| Réservoir à combustible          |                   |                   |                    |

#### Version standard
L'entrée et la sortie se font à l'aide d'une paire de portes à double battant de 83 cm de large ; la première est située dans le porte-à-faux avant du bus, la seconde est placée dans l'empattement près de l'essieu arrière. Les sièges pour les passagers sont disposés en deux rangés de deux sur toute la longueur du car. Dans la première partie — du poste de conduite à la porte du milieu — les banquettes sont fixées au même niveau que le plancher ; à partir de la porte du milieu, les sièges sont situés sur marche d'une hauteur de 20 cm jusqu'au fond du car. Juste après la première porte, un emplacement vide est disponible pour une poussette ou des bagages encombrants. Les soutes ont un volume de 3,5 m3 et sont situées sous le plancher dans l'empattement.
Certains cars avaient de larges portes arrière, similaires au Karosa B 932E, avec des sièges orientés vers l'arrière sur les passages de roues.

#### Version articulé
Il est constitué de deux sections rigides reliées par une articulation pivotante et un soufflet opaque. Sur le côté droit se trouvent trois portes (les premières sont plus étroites que les portes du milieu et arrière) ; la première est située dans le porte-à-faux avant du bus, la seconde est placée entre les essieux dans l'empattement et la troisième entre le soufflet et l'essieu arrière. Les sièges sont en tissus et pour les passagers, sont disposés en deux rangés de deux sur toute la longueur du car. Toutes les banquettes sont fixés au même niveau que le plancher. Les sièges placés sur les essieux sont orientés dos à la route. Devant la porte du milieu et juste après le soufflet, des emplacements vides peuvent être disponibles en option pour une poussette ou de gros bagages. Des racks à bagages sont également montés d'origine dans les deux parties du véhicule. Les soutes sont situées sous le plancher dans l'empattement de la première partie du car ainsi que dans la seconde, côté conducteur.

### Chaîne cinématique

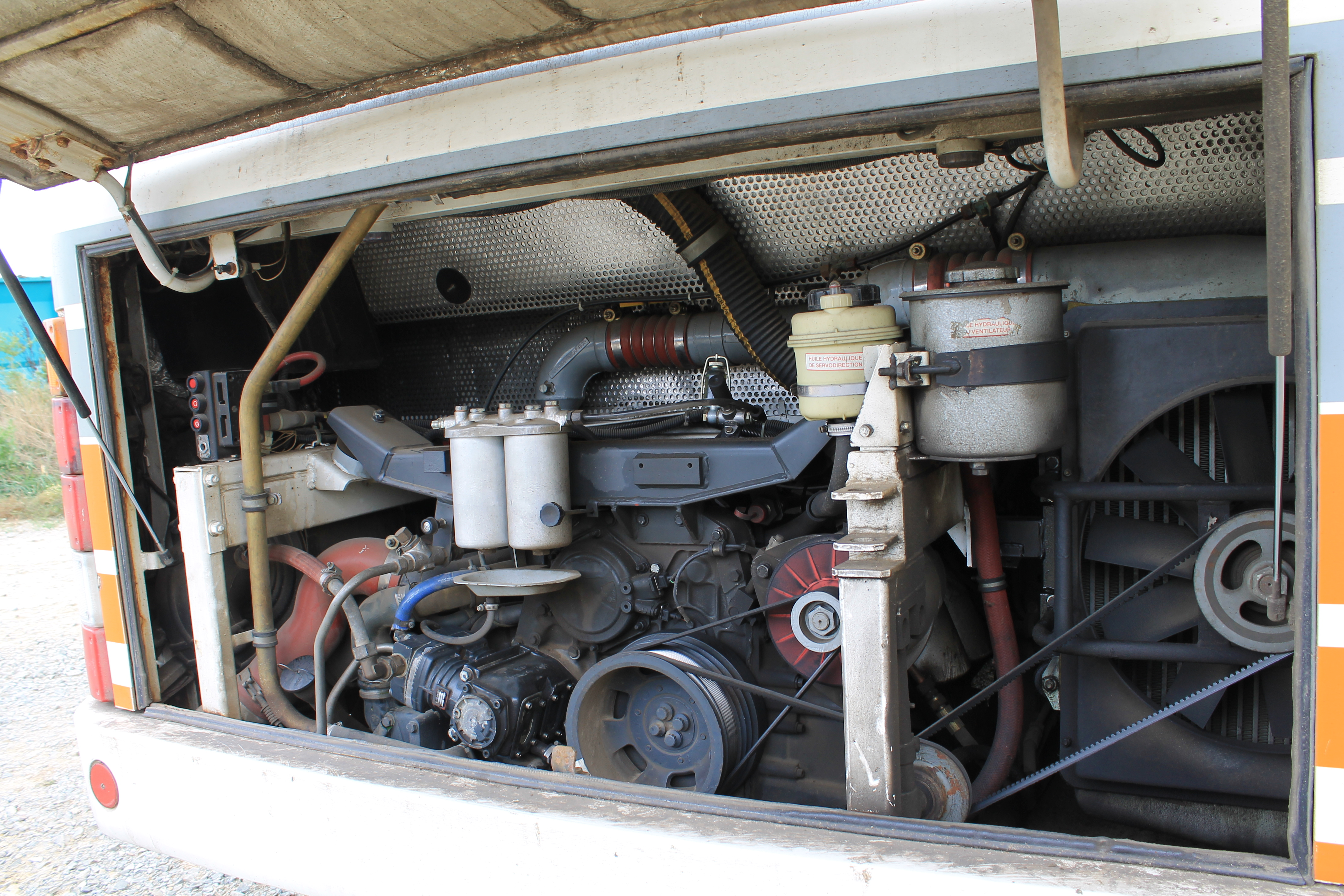
Moteur RVI MIHR 06.20.45 A41, ici sur un Karosa C 935.

Le moteur et la boîte de vitesses sont placés dans la partie arrière de car. Pour les deux versions, seul le dernier essieu est propulsé. L'essieu avant est indépendant, les essieux intermédiaires et arrière sont solides. Tous les essieux sont montés sur suspension pneumatique.

#### Moteurs
Le C 934 a eu qu'une seule motorisations gazole, tout comme sur le C 943.
- le Renault MIHR 06.20.45 A41 (Euro 2) six cylindres en ligne de 9,8 litres avec turbocompresseur faisant 256 ch.
- le LIAZ ML 636 N (Euro 2) six cylindres en ligne de 11,9 litres avec turbocompresseur faisant 237 ch.

| Modèle                                    | Construction | Moteur + Nom                                   | Norme Euro | Cylindrée           | Performance                    | Couple               | Vitesse maxi* | Consommation + CO2    |
| ----------------------------------------- | ------------ | ---------------------------------------------- | ---------- | ------------------- | ------------------------------ | -------------------- | ------------- | --------------------- |
| Karosa C 934 prototype (Praga manuelle 5) | 1995         | 6 cylindres en ligne .                         | Euro 2     | ... cm3 (... L)     | ... kW (... ch) à ... tr/min   | ... N m à ... tr/min | ... km/h*     | ... L/100 km ... g/km |
| Karosa C 934 / C 934E (Praga manuelle 5)  | 1996 - 2002  | 6 cylindres en ligne Renault MIHR 06.20.45 A41 | Euro 2     | 9 839 cm3 (9,8 L)   | 188 kW (256 ch) à 2 000 tr/min | 580 N m              | 104 km/h*     | 17 L/100 km .         |
| Karosa C 943 (ZF automatique 5)           | 1997 - 2001  | 6 cylindres en ligne LIAZ ML 636 N             | Euro 2     | 11 940 cm3 (11,9 L) | 175 kW (237 ch)                |                      |               |                       |

* Bridé mécaniquement avec la boîte de vitesses.

#### Boîte de vitesses
|        | Régime de ralentie | Vitesse de croisière | Vitesse maxi | Régime maxi  |
| ------ | ------------------ | -------------------- | ------------ | ------------ |
| Neutre | 500 tr/min         | -                    | -            |              |
| 1ère   | -                  | Au pas               | 20 km/h      | 2 500 tr/min |
| 2ème   | -                  | 15-25 km/h           | 40 km/h      | 2 500 tr/min |
| 3ème   | -                  | 30-40 km/h           | 68 km/h      | 2 500 tr/min |
| 4ème   | -                  | 50 km/h              | 89 km/h      | 2 500 tr/min |
| 5ème   | -                  | 75-90 km/h           | 104 km/h     | 2 500 tr/min |
| R      | -                  | Au pas               |              | 2 500 tr/min |

Le 5ème rapport de la boîte de vitesse Praga 5PS a été étudié afin que le véhicule ne puisse pas dépasser approximativement les 100 km/h.

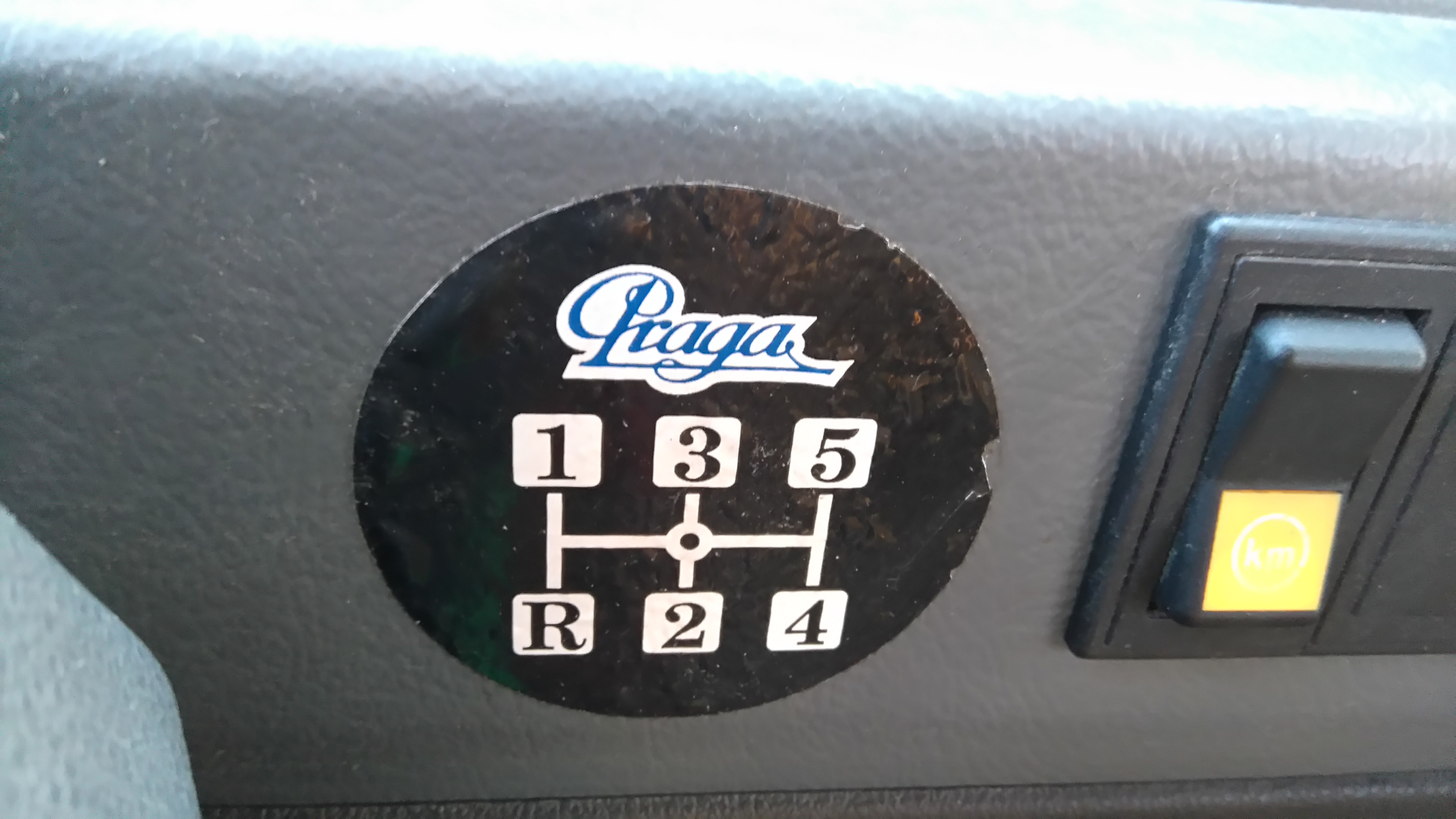
Boite Praga 5PS.

### Mécanique
La suspension est pneumatique, le freinage à tambours aux deux/trois essieux. Un ralentisseur sur échappement s'ajoute au dispositif électromagnétique.

### Châssis et carrosserie
Le châssis provient de la marque LIAZ. C'est une caisse autoportante faites de tubes en métal, identique au fameux Berliet PR 100, qui a une structure unique solidaire. Des tôles métalliques en alliage léger sont ensuite rivetée dessus ; le toit ainsi que les faces avant et arrière sont soudés à la structure puis les portes et les soutes sont assemblées. Le tout est ensuite peint à la couleur voulu. Vient ensuite l'assemblage des vitres, des pare-chocs qui sont eux en matériau composite (fibre de verre + résine polyester) et tous les autres éléments (moteur, aménagement intérieur, etc.). Les planchers (soutes et compartiment des passagers) sont eux des panneaux de fibres de bois à haute densité.

### Options et accessoires

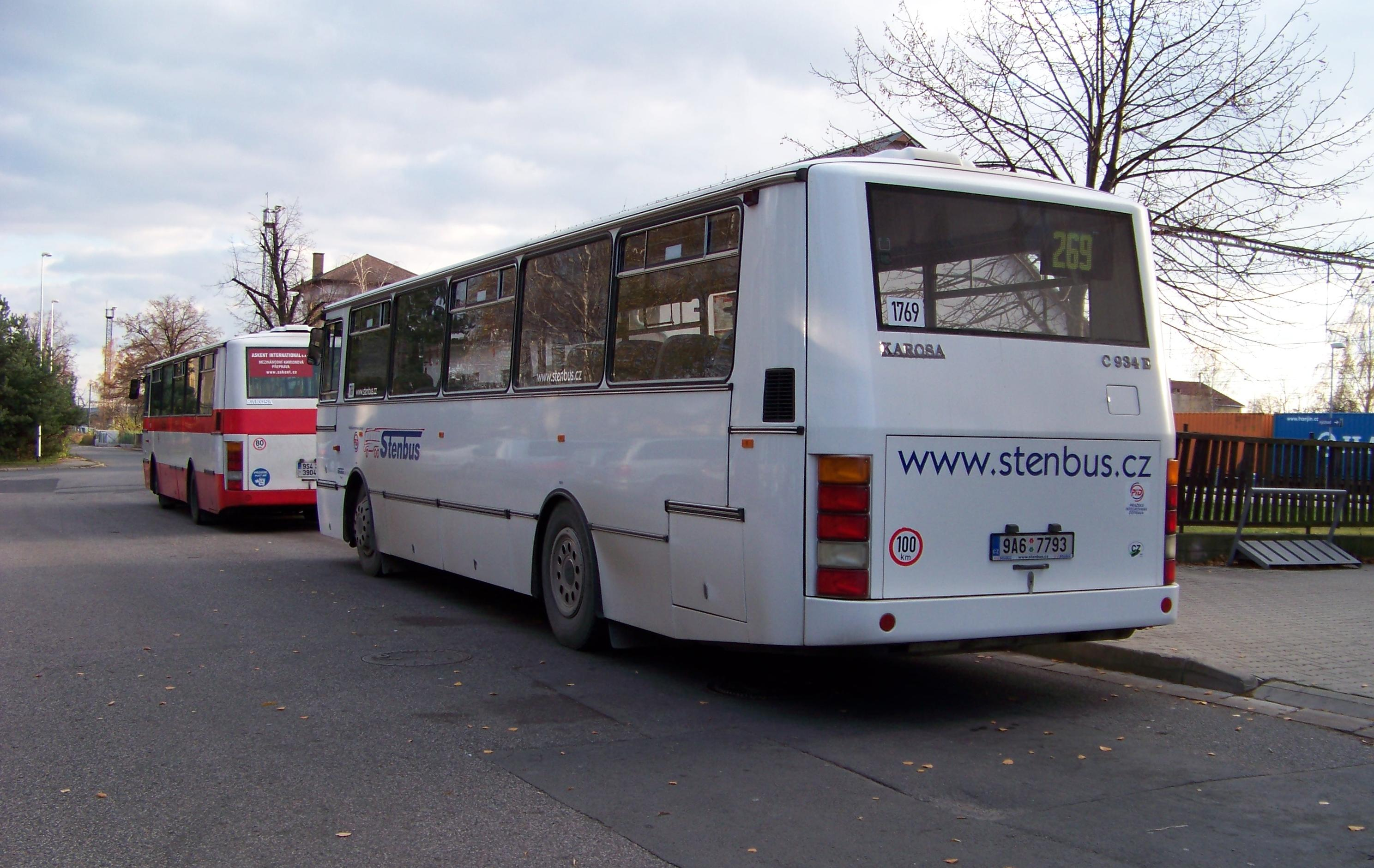
Vue arrière d'un Karosa C 934.

Les rideaux de baies latérales et de lunette arrière étaient l'une des options disponible ainsi que les motifs de la sellerie ou la girouette de destination. Une bâche de protection pour les zones de grand froid pouvait être posée sur la façade avant du car.

## Préservation
- Karosa C934.1351 : association tchèque MHDT - District de Kladno[4].
- Karosa C934E.1351 : association tchèque KŽC Doprava[5].

- Karosa C 943.1944 - VIN : TMKK31944VM000090 (1997) (ex. ČSAD Střední Čechy n°8201) : personne privée[6].
- Karosa C 943.1944 - VIN : TMKK31944YM000293 (2000) (ex. DP Karlovy Vary N°113) : association slovaque Veteran Bus Diamant - Košice[7],[8].
- Karosa C 943.1944 (2001) : entreprise tchèque Martin Uher - Mníšek pod Brdy ; véhicule n°1129[9].